# 花乡街道
花乡街道是中华人民共和国北京市丰台區下辖的一个街道办事处。原名花乡地区，并保留花乡乡名称，其行政事务机构亦曾实行“一套人马，两块牌子”的体制，地区办事处与乡政府合署办公。新村街道所辖范围与花乡一致:55，1987年撤销原黄土岗地区办事处时对居民行政管理设新村街道办事处，农民行政设花乡人民政府:208。

## 历史
花乡现辖区域1950年属北京市第十二区，1952年第十二区改为丰台区。1956年1月，花乡一带设有黄土岗、看丹、郭公庄、樊家村4个乡，1956年4月合并为黄土岗乡，1958年8月改为黄土岗人民公社，政企合一，1981年政企分开。1983年，新村办事处与黄土岗乡合并为黄土岗地区办事处，生产上设农工商联合总公司:208。1985年，黄土岗地区办事处从樊家村移至四合庄。
1987年，黄土岗地区撤销，分别设花乡乡与新村街道，但两者辖区边界相同:208。
2020年，花乡地区撤销，改设花乡街道，行政区划代码由110106202改为110106018。
2021年7月11日，设立花乡街道，撤销花乡（地区办事处），设立花乡街道办事处。设立玉泉营街道、看丹街道，变更新村街道辖区范围后，以原花乡其余区域为辖区范围。

## 行政区划
花乡地区下辖以下地区：
天伦锦城社区、郭公庄幸福家园社区、三乐花园社区、银地第二社区、明春苑社区、银地社区、康润南里社区、康润东里社区、康润西里社区、郭公庄南街社区、郭公庄中街社区、郭公庄北街社区、新发地村、郭公庄村、高立庄村、羊坊村和葆台村。